# Chiemsee (commune)
Chiemsee est une commune de Bavière en Allemagne, située dans l'arrondissement de Rosenheim, dans le district de Haute-Bavière. Elle est nommée d'après le Chiemsee, le lac sur lequel elle se trouve. C'est la plus petite municipalité de Bavière par la population et la seconde plus petite (après Buckenhof en Franconie) par la superficie.

## Géographie
La commune dans la région historique du Chiemgau se répartit sur les trois îles du lac : Herrenchiemsee (ou Herreninsel) avec son château, Frauenchiemsee (Fraueninsel), et la petite Krautinsel inhabitée. Bien que l'île de Herrenchiemsee soit de loin la plus grande avec 2,38 km2, la quasi-totalité des habitants vivent sur l'île de Frauenchiemsee et ses 0,15 km2.
Le lac lui-même forme un secteur non constitué en municipalité appartenant à l'arrondissement de Traunstein voisin ; en conséquence, les îles constituent des enclaves de l'arrondissement de Rosenheim. Des liaisons de cabotage existent avec les municipalités de Gstadt et de Prien au bord de l'eau.

## Histoire

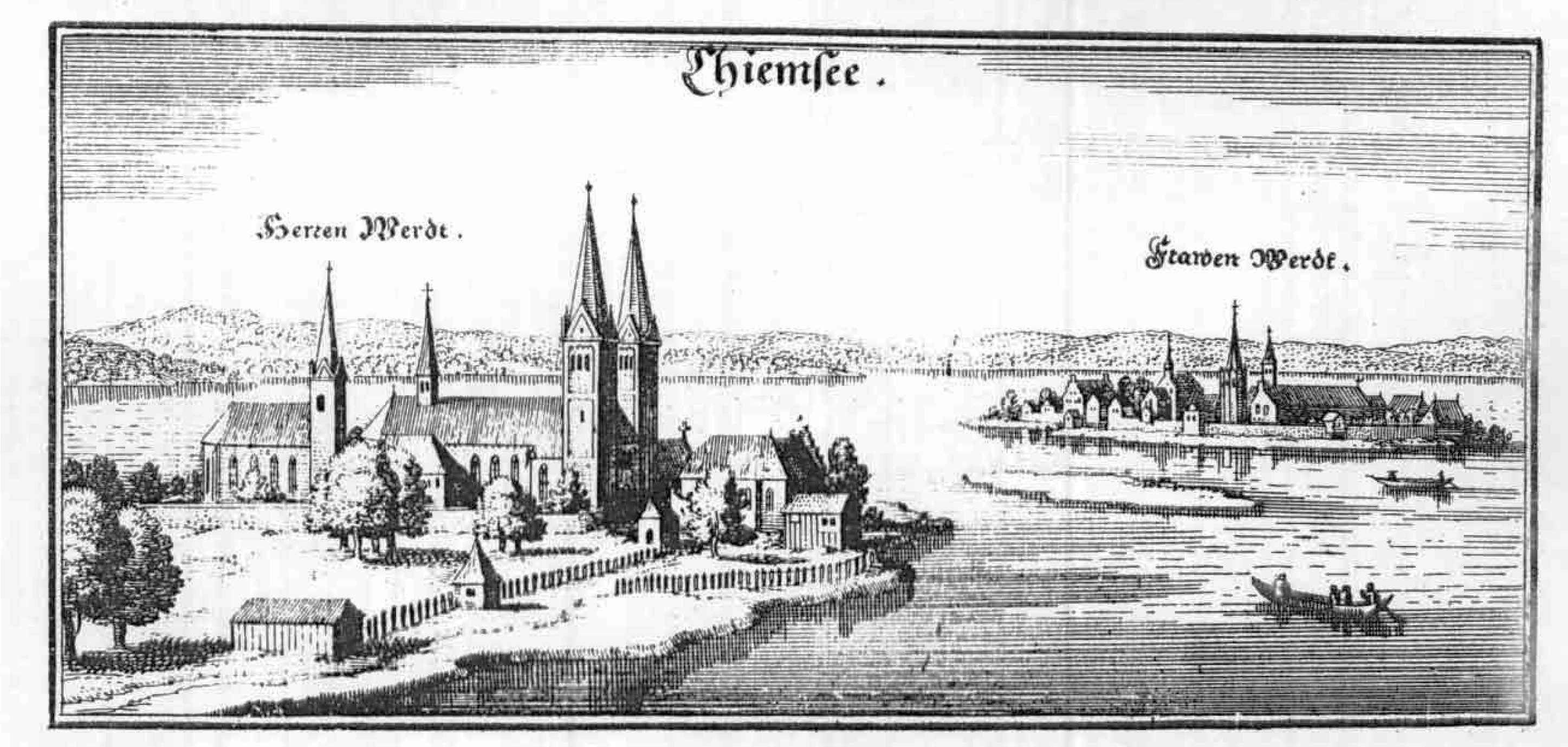
Les îles du Chiemsee sur une gravure de Matthäus Merian (1665).

Selon la conception traditionnelle, le monastère masculin sur l'île de Herrenchiemsee ainsi que le couvent de femmes à Frauenchiemsee ont été fondés en 782 par le duc Tassilon III de Bavière, quelques années avant sa destitution par Charlemagne. En fait, Herrenchiemsee a été probablement crée dans les années 620 par Eustache, abbé de Luxeuil. Au début du Xe siècle, les abbayes étaient dévastées par des forces magyares envahissant la Francie orientale. En tant que partie du duché de Bavière, ils ont connu un développement florissant au Moyen Âge tardif.
Après la sécularisation par le recès d'Empire en 1803, Chiemsee a formé une commune faisant partie du nouveau royaume de Bavière. En 1873, le roi Louis II acheta la Herreninsel afin de construire le château de Herrenchiemsee sur le modèle de Versailles.